# Lista episoadelor din Naruto
Ioan Mustea, scheletul ambulant este anime kiddi

## Lista episoadelor

### Sezonul 1 (2002-2003)
| Nr. în serie | Nr. în sezon | Titlu                                                           | Apariție          |
| ------------ | ------------ | --------------------------------------------------------------- | ----------------- |
| 1            | 1            | „Intră: Naruto Uzumaki!”                                        | 3 octombrie 2002  |
| 2            | 2            | „Numele meu este Konohamaru!”                                   | 10 octombrie 2002 |
| 3            | 3            | „Sasuke și Sakura: Prieteni sau dușmani?”                       | 17 octombrie 2002 |
| 4            | 4            | „Pici sau treci: Testul de supraviețuire”                       | 24 octombrie 2002 |
| 5            | 5            | „Ai picat! Decizia finală a lui Kakashi”                        | 31 octombrie 2002 |
| 6            | 6            | „O misiune periculoasă! Călătorie în Tărâmul Valurilor!”        | 7 noiembrie 2002  |
| 7            | 7            | „Asasinul ceții!”                                               | 14 noiembrie 2002 |
| 8            | 8            | „Jurământul durerii”                                            | 21 noiembrie 2002 |
| 9            | 9            | „Kakashi: Războinicul sharingan”                                | 28 noiembrie 2002 |
| 10           | 10           | „Pădurea de chakra”                                             | 5 decembrie 2002  |
| 11           | 11           | „Tărâmul în care a trăit un erou”                               | 12 decembrie 2002 |
| 12           | 12           | „Bătălia decisivă de pe pod! Întoarcerea lui Zabuza!”           | 19 decembrie 2002 |
| 13           | 13           | „Jutsul secret a lui Haku: Oglinzile de cristal”                | 26 decembrie 2002 |
| 14           | 14           | „Nrumărul unu hiperactiv, tăntălăul ninja intră în luptă!”      | 9 ianuarie 2003   |
| 15           | 15           | „Vizibilitate zero: Sharinganul distruge”                       | 13 ianuarie 2003  |
| 16           | 16           | „Dezlănțul sigiliului”                                          | 23 ianuarie 2003  |
| 17           | 17           | „Trecut imaculat: Ambiții ascunse”                              | 30 ianuarie 2003  |
| 18           | 18           | „Armele cunoscute ca shinobi”                                   | 6 februarie 2003  |
| 19           | 19           | „Demonul din zăpadă”                                            | 13 februarie 2003 |
| 20           | 20           | „Începe un nou capitol: Examenul chunin!”                       | 20 februarie 2003 |
| 21           | 21           | „Identifică-te: Noi rivali puternici”                           | 27 februarie 2003 |
| 22           | 22           | „Provocarea chunin: Rock Lee vs. Sasuke!”                       | 6 martie 2003     |
| 23           | 23           | „Geninii demolează! Cei nouă recruți se întâlnesc din nou!”     | 13 martie 2003    |
| 24           | 24           | „Porniți motoarele: Examenul chunin începe!”                    | 20 martie 2003    |
| 25           | 25           | „A zecea întrebare: Totul sau nimic!”                           | 27 martie 2003    |
| 26           | 26           | „Repotaj special: Viața din Pădurea Morții”                     | 2 aprilie 2003    |
| 27           | 27           | „Examenul chunin etapa 2: Pădurea Morții”                       | 2 aprilie 2003    |
| 28           | 28           | „Mănâncă sau vei fi mâncat: Panică în pădure”                   | 9 aprilie 2003    |
| 29           | 29           | „Contraatacul lui Naruto: Niciodată să nu renunți!”             | 16 aprilie 2003   |
| 30           | 30           | „Sharinganul revine: Jutsu dragonul flacără!”                   | 23 aprilie 2003   |
| 31           | 31           | „Sprânceană Stufoasă se ține de cuvânt: Iubește și protejează!” | 30 aprilie 2003   |
| 32           | 32           | „Sakura înflorește”                                             | 7 mai 2003        |
| 33           | 33           | „Bătălia în formația: Ino-Shika-Cho!”                           | 14 mai 2003       |
| 34           | 34           | „Tremuratul lui Akamaru: Cruzimea lui Gaara!”                   | 21 mai 2003       |
| 35           | 35           | „Secretul pergamentului: Nu trage cu ochiul”                    | 28 mai 2003       |

### Sezonul 3 (2004-2005)
| Nr. în serie | Nr. în sezon | Titlu                                                               | Apariție           |
| ------------ | ------------ | ------------------------------------------------------------------- | ------------------ |
| 84           | 1            | „Strigăt, chidori! Frate vs. frate!”                                | 19 mai 2004        |
| 85           | 2            | „Ura printre membrii Uchiha: Ultimul din clan!”                     | 26 mai 2004        |
| 86           | 3            | „Un nou antrenament începe: Voi fi puternic!”                       | 2 iunie 2004       |
| 87           | 4            | „Continuă antrenamentul: Sparge acel balon cu apă!”                 | 9 iunie 2004       |
| 88           | 5            | „Punctul focal: Simbolul Satului Frunzei”                           | 16 iunie 2004      |
| 89           | 6            | „O alegere imposibilă: Durerea din sufletul lui Tsunade”            | 23 iunie 2004      |
| 90           | 7            | „De neiertat! O totală lipsă de respect!”                           | 7 iulie 2004       |
| 91           | 8            | „Moștenire! Colierul morții!”                                       | 14 iulie 2004      |
| 92           | 9            | „O ofertă dubioasă! Alegerea lui Tsunade!”                          | 21 iulie 2004      |
| 93           | 10           | „Prăbușire! Înțelegerea a căzut!”                                   | 28 iulie 2004      |
| 94           | 11           | „Atac! Furia rasengan!”                                             | 4 august 2004      |
| 95           | 12           | „Al Cincilea Hokage! O viață pusă în joc!”                          | 11 august 2004     |
| 96           | 13           | „Impas! Confruntarea sannin!”                                       | 11 august 2004     |
| 97           | 14           | „Răpit! Aventura lui Naruto în apele termale!”                      | 18 august 2004     |
| 98           | 15           | „Avertismentul lui Tsunade: Retrage-te din lumea ninja!”            | 25 august 2004     |
| 99           | 16           | „Voința focului încă arde!”                                         | 1 septembrie 2004  |
| 100          | 17           | „Sensei si elev: Legătura dintre shinobi”                           | 8 septembrie 2004  |
| 101          | 18           | „Trebuie să văd! Trebuie să știu! Fața reală a lui Kakashi Sensei!” | 15 septembrie 2004 |
| 102          | 19           | „Misiune: Ajutor dat unui vechi prieten de pe Tărâmul Ceaiului”     | 22 septembrie 2004 |
| 103          | 20           | „Startul cursei! Dificultăți pe mare!”                              | 29 septembrie 2004 |
| 104          | 21           | „Fugi Idate! Insula Nagi te așteaptă!”                              | 13 octombrie 2004  |
| 105          | 22           | „O bătălie fioroasă a tunetului!”                                   | 20 octombrie 2004  |
| 106          | 23           | „Ultima etapă: Ultimul act al disperării”                           | 27 octombrie 2004  |
| 107          | 24           | „Bătălia începe: Naruto vs. Sasuke”                                 | 3 noiembrie 2004   |
| 108          | 25           | „Rivali aspri sau legături rupte”                                   | 10 noiembrie 2004  |
| 109          | 26           | „O invitație de la sunet”                                           | 17 noiembrie 2004  |
| 110          | 27           | „Formație! Echipa de recuperare a lui Sasuke”                       | 24 noiembrie 2004  |
| 111          | 28           | „Sunet vs. frunză”                                                  | 24 noiembrie 2004  |
| 112          | 29           | „Problema echipei: Totul se destramă!”                              | 1 decembrie 2004   |
| 113          | 30           | „Putere maximă! Choji, în flăcări!”                                 | 8 decembrie 2004   |
| 114          | 31           | „La revedere vechi prieten...! Întotdeauna am crezut în tine!”      | 15 decembrie 2004  |
| 115          | 32           | „Eu sunt oponentul tău!”                                            | 22 decembrie 2004  |
| 116          | 33           | „360 de grade a vederii: Punctul slab al byakuganului”              | 1 ianuarie 2005    |
| 117          | 34           | „Înfrângerea nu este o opțiune!”                                    | 1 ianuarie 2005    |
| 118          | 35           | „Echipa întârzie”                                                   | 12 ianuarie 2005   |
| 119          | 36           | „Greșeală de calcul: Un nou inamic apare!”                          | 19 ianuarie 2005   |
| 120          | 37           | „Țipete și urlete! Echipa supremă”                                  | 2 februarie 2005   |
| 121          | 38           | „Fiecare cu lupta proprie”                                          | 9 februarie 2005   |
| 122          | 39           | „Fals: Întoarcerea lui Shikamaru!”                                  | 16 februarie 2005  |
| 123          | 40           | „Diavolul chipeș al Satului Frunzei!”                               | 23 februarie 2005  |
| 124          | 41           | „Bestia dinăuntru”                                                  | 2 martie 2005      |
| 125          | 42           | „Shinobi ai nisipului: Aliații frunzei”                             | 9 martie 2005      |
| 126          | 43           | „Intensificare: Gaara vs. Kimimaro!”                                | 16 martie 2005     |
| 127          | 44           | „Lovitură răzbunătoare! Tufărișul dansator”                         | 30 martie 2005     |
| 128          | 45           | „Un țipăt în urechea surdă”                                         | 30 martie 2005     |
| 129          | 46           | „Frați: Distanța dintre Uchiha”                                     | 6 aprilie 2005     |
| 130          | 47           | „Tată și fiu, creasta spartă”                                       | 13 aprilie 2005    |
| 131          | 48           | „Secretele sharinganului mangekyo!”                                 | 20 aprilie 2005    |

### Sezonul 4 (2005-2006)
| Nr. în serie | Nr. în sezon | Titlu                                                         | Apariție           |
| ------------ | ------------ | ------------------------------------------------------------- | ------------------ |
| 132          | 1            | „Pentru un prieten”                                           | 27 aprilie 2005    |
| 133          | 2            | „O scuză de la un prieten”                                    | 4 mai 2005         |
| 134          | 3            | „Sfârșitul lacrimilor”                                        | 11 mai 2005        |
| 135          | 4            | „Promisiunea care n-a putut fi îndeplinită”                   | 18 mai 2005        |
| 136          | 5            | „Refugiu adânc!? O super misiune de rang S!”                  | 25 mai 2005        |
| 137          | 6            | „Un oraș de proscriși, umbra Clanului Fuma”                   | 1 iunie 2005       |
| 138          | 7            | „Trădare totală, o rugăminte a trecătorului!”                 | 8 iunie 2005       |
| 139          | 8            | „Teroare totală! Casa lui Orochimaru”                         | 15 iunie 2005      |
| 140          | 9            | „Două bătăi de inimă: Trapa lui Kabuto”                       | 22 iunie 2005      |
| 141          | 10           | „Hotărârea lui Sakura”                                        | 29 iunie 2005      |
| 142          | 11           | „Cei trei dușmani din închisoarea de maximă securitate”       | 6 iulie 2005       |
| 143          | 12           | „Tonton! Eu contez pe tine!”                                  | 13 iulie 2005      |
| 144          | 13           | „O nouă echipă! Doi oameni și un câine!?”                     | 20 iulie 2005      |
| 145          | 14           | „O nouă formație: Ino-Shika-Cho!”                             | 27 iulie 2005      |
| 146          | 15           | „Umbra lui Orochimaru”                                        | 10 august 2005     |
| 147          | 16           | „O ciocnire de destine: Tu nu mă poți aduce înapoi”           | 17 august 2005     |
| 148          | 17           | „În căutarea gândacului rar Bikochu”                          | 17 august 2005     |
| 149          | 18           | „Care este diferența? Nu sunt toate insectele la fel?”        | 24 august 2005     |
| 150          | 19           | „Bătălia cărăbușilor: Înșelătorii și înșelații”               | 31 august 2005     |
| 151          | 20           | „Scoate afară byakuganul: Aceasta e calea mea ninja”          | 14 septembrie 2005 |
| 152          | 21           | „Marșul funerar pentru viață”                                 | 21 septembrie 2005 |
| 153          | 22           | „O lecție învățată: Pumnul de fier al dragostei”              | 28 septembrie 2005 |
| 154          | 23           | „Inamicul byakuganului”                                       | 5 octombrie 2005   |
| 155          | 24           | „Norii negri înfiorând”                                       | 12 octombrie 2005  |
| 156          | 25           | „Contraatacul lui Raiga”                                      | 19 octombrie 2005  |
| 157          | 26           | „Aleargă! Praful vieții”                                      | 26 octombrie 2005  |
| 158          | 27           | „Studiază-mi instrucțiunile! Marele supraviețuitor deziderat” | 2 noiembrie 2005   |
| 159          | 28           | „Vânătorul de recompense din deșert”                          | 9 noiembrie 2005   |
| 160          | 29           | „Vânează sau fii vânat!? Uită-te în jos la templul O.K.!”     | 16 noiembrie 2005  |
| 161          | 30           | „Apariția vizitatorului neobișnuit”                           | 23 noiembrie 2005  |
| 162          | 31           | „Războinicul blestemat”                                       | 30 noiembrie 2005  |
| 163          | 32           | „Intenția tacticianului”                                      | 7 decembrie 2005   |
| 164          | 33           | „Prea târziu pentru ajutor”                                   | 14 decembrie 2005  |
| 165          | 34           | „Moartea lui Naruto”                                          | 21 decembrie 2005  |
| 166          | 35           | „Când timpul te oprește mut”                                  | 4 ianuarie 2006    |
| 167          | 36           | „Când degretele își flutură aripile”                          | 4 ianuarie 2006    |
| 168          | 37           | „Amestecă-l, dilată-l, fierbe-l! Încinge, cupa, încinge!”     | 18 ianuarie 2006   |
| 169          | 38           | „Suvenir: Pagina pierdută”                                    | 25 ianuarie 2006   |
| 170          | 39           | „Ușa închisă”                                                 | 1 februarie 2006   |
| 171          | 40           | „Infiltrare: Postura!”                                        | 8 februarie 2006   |
| 172          | 41           | „Deznădejde: O inimă frântă”                                  | 15 februarie 2006  |
| 173          | 42           | „Bătălie la mare: Puterea dezlănțuită!”                       | 22 februarie 2006  |
| 174          | 43           | „Imposibil! Celebra artă ninja: Jutsu stilul monedă!”         | 1 martie 2006      |
| 175          | 44           | „Vânătoarea de comori înainte!”                               | 8 martie 2006      |
| 176          | 45           | „Aleargă, ferește, mergi în zigzag! Vânează sau fii vânat!”   | 15 martie 2006     |
| 177          | 46           | „Vă rog, domnule poștaș!”                                     | 22 martie 2006     |
| 178          | 47           | „Lupta! Băiatul cu numele unei stele”                         | 29 martie 2006     |
| 179          | 48           | „Neuitatul cântec de leagăn”                                  | 5 aprilie 2006     |
| 180          | 49           | „Jutsu secret: Valoarea artei ninja: Kujaku”                  | 12 aprilie 2006    |
| 181          | 50           | „Hoshikage: Adevărul ascuns”                                  | 19 aprilie 2006    |
| 182          | 51           | „Reuniune, rămășița timpului”                                 | 26 aprilie 2006    |
| 183          | 52           | „Radiația stelei”                                             | 3 mai 2006         |
| 184          | 53           | „Lunga zi a lui Kiba!”                                        | 10 mai 2006        |
| 185          | 54           | „O legendă din frunza ascunsă: Onbaa!”                        | 17 mai 2006        |

### Sezonul 5 (2006-2007)
| Nr. în serie | Nr. în sezon | Titlu                                                               | Apariție           |
| ------------ | ------------ | ------------------------------------------------------------------- | ------------------ |
| 186          | 1            | „Amuzantul Shino”                                                   | 24 mai 2006        |
| 187          | 2            | „Deschidere pentru business! Serviciul de mișcare al frunzei”       | 31 mai 2006        |
| 188          | 3            | „Misterul țelului comercianților”                                   | 7 iunie 2006       |
| 189          | 4            | „Stocul nelimitat al uneltelor ninja”                               | 14 iunie 2006      |
| 190          | 5            | „Byakuganul vede locul nevăzut”                                     | 21 iunie 2006      |
| 191          | 6            | „Prevedere: Moarte! Înnorat cu șansă de soare”                      | 28 iunie 2006      |
| 192          | 7            | „Ino țipă! Paradis bucălat!”                                        | 5 iulie 2006       |
| 193          | 8            | „Chemarea viva dojo! Tinerețea este toată pentru pasiune!”          | 12 iulie 2006      |
| 194          | 9            | „Blestemul misterios al castelului hălăduit”                        | 19 iulie 2006      |
| 195          | 10           | „A treia super-bestie!”                                             | 26 iulie 2006      |
| 196          | 11           | „Confruntarea sângelui aprins: Student vs. sensei”                  | 9 august 2006      |
| 197          | 12           | „Criză! Încrețitura frunzei ascunse 11!”                            | 16 august 2006     |
| 198          | 13           | „ANBU merge înainte? Amintirea lui Naruto”                          | 23 august 2006     |
| 199          | 14           | „Sarcina nereușită”                                                 | 30 august 2006     |
| 200          | 15           | „Ajutorul puternic”                                                 | 13 septembrie 2006 |
| 201          | 16           | „Trape multiple! Numărare în ordine descrescătoare spre distrugere” | 20 septembrie 2006 |
| 202          | 17           | „Top 5 bătălii ninja”                                               | 27 septembrie 2006 |
| 203          | 18           | „Decizia lui Kurenai, Echipa 8 este lăsată în urmă”                 | 5 octombrie 2006   |
| 204          | 19           | „Puterea sigilată a lui Yakumo”                                     | 5 octombrie 2006   |
| 205          | 20           | „Misiunea secretă a lui Kurenai: Făgăduința cu Al Treilea Hokage”   | 5 octombrie 2006   |
| 206          | 21           | „Genjutsu sau realitate?”                                           | 19 octombrie 2006  |
| 207          | 22           | „Presupusa abilitate sigilată”                                      | 26 octombrie 2006  |
| 208          | 23           | „Povara câștigării artefactului!”                                   | 2 noiembrie 2006   |
| 209          | 24           | „Inamicul: Retragerile ninja”                                       | 9 noiembrie 2006   |
| 210          | 25           | „Pădurea tulburată”                                                 | 16 noiembrie 2006  |
| 211          | 26           | „Amintirea văpaielor”                                               | 30 noiembrie 2006  |
| 212          | 27           | „La fiecare proprie cale”                                           | 7 decembrie 2006   |
| 213          | 28           | „Memorii dispărute”                                                 | 14 decembrie 2006  |
| 214          | 29           | „Aducerea înapoi la realitate”                                      | 21 decembrie 2006  |
| 215          | 30           | „Un trecut să fie șters din memorie”                                | 21 decembrie 2006  |
| 216          | 31           | „Țelul Shukaku”                                                     | 11 ianuarie 2007   |
| 217          | 32           | „Alianța nisip cu shinobi frunză”                                   | 18 ianuarie 2007   |
| 218          | 33           | „Contraatacul!”                                                     | 25 ianuarie 2007   |
| 219          | 34           | „Arma finală a renăscut”                                            | 1 februarie 2007   |
| 220          | 35           | „Plecarea”                                                          | 8 februarie 2007   |

## Filme
| Nr. Film Original | Nr. Film Serie | Titlu                                           | Apariție       |
| ----------------- | -------------- | ----------------------------------------------- | -------------- |
| Filmul 1          | Filmul 1       | Naruto Filmul: Bătălia Ninja în Tărâmul Zăpezii | 21 august 2004 |
| Filmul 2          | Filmul 2       | Naruto Filmul: Legenda Pietrei lui Gelel        | 6 august 2005  |
| Filmul 3          | Filmul 3       | Naruto Filmul: Gardienii Regatului Semilunii    | 5 august 2006  |

## OVA-uri
| Nr. OVA Original | Nr. OVA Serie | Titlu                                                                       | Apariție          |
| ---------------- | ------------- | --------------------------------------------------------------------------- | ----------------- |
| OVA 1            | OVA 1         | Găsește trifoiul roșu cu patru foi!                                         | 20 decembrie 2002 |
| OVA 2            | OVA 2         | Misiune: Protejează Satul Cascadei!                                         | 20 decembrie 2003 |
| OVA 3            | OVA 3         | Marele festival al sporturilor din Satul Frunzei                            | 21 august 2004    |
| OVA 4            | OVA 4         | În sfârșit o confruntare! Jonin vs. genin! Marele turneu nediscriminatoriu! | 22 decembrie 2005 |